# Rebecca Kershaw
Rebecca Kershaw (11 de agosto de 1990) é uma jogadora de polo aquático britânica.

## Carreira
Rebecca Kershaw em Londres 2012 integrou a Seleção Britânica de Polo Aquático Feminino que ficou em 8º lugar.